# CQ Большого Пса
CQ Большого Пса (лат. CQ Canis Majoris) — одиночная переменная звезда в созвездии Большого Пса на расстоянии (вычисленном из значения параллакса) приблизительно 3662 световых лет (около 1123 парсеков) от Солнца. Видимая звёздная величина звезды — от +11,8m до +10,8m.

## Характеристики
CQ Большого Пса — красная пульсирующая полуправильная переменная звезда типа SRB (SRB) спектрального класса M6.